# آرتو تیاینن
آرتو تیاینن (فنلاندی: Arto Tiainen; ۵ سپتامبر ۱۹۳۰ – ۲۱ سپتامبر ۱۹۹۸) اسکی‌باز صحرانوردی اهل فنلاند بود.